# بائعة الخبز (رواية)
بائعة الخبز (رواية) هي رواية شهيرة للمؤلف الفرنسي . صدرت عام 1889م لكنها ظهرت قبل ذلك على صفحات جريدة لو بوتي جورنال في 15 يونيو 1884، هي رواية إنسانية، تعبر عن بعض مشاكل الإنسان وتنقل مآسيه، وتبيّن معاناته من ظلم أخيه الإنسان، وقد ترجمت إلى عدة لغات، من بينها اللغة العربية، حيث تتوفر منها أربع ترجمات عربية تقريبا، لكنها تحتاج إلى ترجمة جديدة كاملة تتخلص من مثالب الترجمات الموجودة.

## الأحداث
تحكي عن حياه الام (جان ) (بالفرنسية: Jeanne Fortier)‏ وعن زوجها الذي يعمل في المصنع ، ولديها صبيا صغيرا وطفلة (جورج ولوسي) فعملت في المصنع نفسه لتنفق على نفسها وطفليها، وهناك حاول أحد موظفي المصنع وهو جاك إغواءها، ثم حاول الزواج منها، لكنها رفضت، فدبر لها مكيدة، وأوقعها في حبال الشرطة، وفر هو هاربا بما سرقه من أموال وتصميمات آلة جديدة كان يعمل فيها صاحب المصنع.
تترك جان ولدها عند أختها، ، فيما يعاني الأطفال (ابنا جان وابن صاحب المصنع) حتى يكبروا، تدور الدنيا وتحدث مفاجآت، لكن النهاية تجمع جان بولديها، ويذوق جاك جزاء أعماله ، .

## الشخصيات الرئيسية للرواية
- جان فورتييه : أرملة لها ولدان قتل زوجها في أثناء عمله في المصنع و هي عاملة في المصنع نفسه
- جول لابرو: صاحب المصنع توفيت زوجته و تركت له طفلا يدعى لوسيان
- لوسي: ابنة جان
- جورج: ابن جان
- جاك جاردو: مدير المصنع كان صديق زوج جان
- بول هرمان: الاسم الذي انتحله جاك جاردو و هو اسم عامل سابق متوفي
- ماري :ابنة بول هرمان
- ايتيين :رسام صديق الكاهن الذي تكفل بجورج فورتييه
- لوسيان :ابن جول لابرو
- اوفيد سوليفو :ابن عم بول هرمان الحقيقي و شريك جاك جيرود في جرائمه